# Петруши (станция, Амурская область)
В Амурской области в Шимановском районе также есть село Петруши.
Петруши́ — станция (населённый пункт) в Шимановском районе Амурской области, Россия.
Входит в Петрушинский сельсовет.

## География
Станция Петруши стоит на реке Пёра (Пёра, сливаясь с рекой Белава, образуют Большую Пёру).
Станция Петруши расположена в 11 км к северо-западу от города Шимановск, на Транссибе.
Расстояние до административного центра Петрушинского сельсовета села Петруши — 16 км (расположено восточнее, дорога идёт через Случайное и Шимановск).
От станции Петруши в западном направлении идёт автодорога к станции Берея.

## История
Ж.д.станция основана в 1909 г. при строительстве Амурской железной дороги.

## Топонимика
До революции в начале XX-го века «петрушами» называли остряков, потешников, путников. Видимо, первыми поселенцами были люди такого склада характера.

## Население
| 2002 | 2010 | 2012 | 2013 | 2014 | 2015 | 2016 |
| ---- | ---- | ---- | ---- | ---- | ---- | ---- |
| 74   | ↘38  | ↗39  | ↘36  | ↗37  | ↘34  | ↘33  |
| 2017 | 2018 |      |      |      |      |      |
| ↘32  | ↘31  |      |      |      |      |      |

## Инфраструктура
- Станция Петруши Забайкальской железной дороги.